# Športový klub Svätý Jur
Lo Športový klub Svätý Jur, o semplicemente Svätý Jur, è una società calcistica slovacca, con sede nella città di Svätý Jur.

## Storia
Il club fu nel 1921. Durante l'esistenza della Cecoslovacchia, il più grande successo del club fu la sua promozione al terzo campionato cecoslovacco. Giocò in esso negli anni 1977-1984 e 1987-1988. Dopo lo scioglimento della Cecoslovacchia, il club iniziò a giocare nel terzo campionato slovacco.

## Nomi del club
- 1921 - Založení
- TJ Družstevník Jur pri Bratislave
- TJ Meopta Jur pri Bratislave
- Oggi - ŠK Svätý Jur

## Palmarès

### Competizioni nazionali
- 3. Liga (Slovacchia): 1

2015-2016 (girone Bratislava)